# بارسق کاناچیان
بارسق کاناچیان (ارمنی: Բարսեղ Կանաչյան؛ انگلیسی: Barsegh Kanachyan؛ زاده ۱۷ آوریل ۱۸۸۵ – درگذشته ۲۱ مهٔ ۱۹۶۷) رهبر و آهنگساز اهل ارمنستان بود.